# GOLDEN☆BEST 原田真二&クライシス LIFE〜ポリドール・イヤーズ 1980-1981
『GOLDEN☆BEST 原田真二&クライシス LIFE〜ポリドール・イヤーズ 1980-1981』（ゴールデン☆ベスト ライフ〜ポリドール・イヤーズ）は、2006年3月1日に発売された原田真二&クライシスの（原田真二通算14作目）ベスト・アルバム。

## 概要
- 帯コピー：ロック、ポップ、クラシカル、ハードロック、プログレなどの様々なファクターが融合したポリドール時代の秀曲を集めたベスト作品
- 原田真二のゴールデン☆ベストシリーズ第4弾は、 1980年〜1981年の期間在籍したポリドール時代に残した作品からセレクトしたベスト盤。
- アイドル的人気を得た初期フォーライフ時代から変化を求め、よりメッセージ色の強いハードなロックフィールドに移行していった時期の作品である。
- 選曲・解説はオリコンの竹部吉晃とtokiola musicの渡邊文武。二人による解説書付。デジタルリマスター。
- ポリドール期の作品においては翌2007年に、すべての曲を収録した『原田真二&クライシス ポリドール・イヤーズ完全盤』が発売された。
- この原田真二ゴールデン☆ベストのシリーズは、統一企画として時代別に下記4作品が順を追って発売された。NECアベニュー時代（1988-1991）のみ未発売。

## 収録曲
★=初CD化曲
- 全作詞・作曲・編曲：原田真二 （特記以外）

1. LIFE
2. MAMA LUCY　★（シングルバージョン）
3. ユア・ステップ
4. Woo Lady Stop
5. STRAWBERRY NIGHT
6. 街で散歩
7. Be Cool
8. Wise Way
  - 作詞：原田真二 & LOUIS HIGGINS
9. Information Network (INST.)
10. Carry On
11. 熱思考 -She became cold-
12. NEWS CASTER
13. ANY WAY
14. DANSER
15. GODDES IN EVERYONE
16. EVERY SUNDAY
17. I WANTED TO STAY IN LOVE WITH YOU　★

## 原田真二ゴールデン☆ベスト シリーズ
- 第1弾 2002年発売 （1977-1979） GOLDEN☆BEST 原田真二 OUR SONG〜彼の歌は君の歌〜
- 第2弾 2003年発売 （1983-1987） GOLDEN☆BEST 原田真二 Legendary Hits 80's
- 第3弾 2005年発売 （1992-1996） GOLDEN☆BEST 原田真二 1992-1996 SHINE THE LIGHT COLLECTION
- 第4弾 2006年発売 （1980-1981） GOLDEN☆BEST 原田真二&クライシス LIFE〜ポリドール・イヤーズ 1980-1981

### 関連作品
- 2007年発売 （1978） Feel Happy 2007〜Debut 30th Anniversary〜
- 2007年発売 （1980-1981） 原田真二&クライシス ポリドール・イヤーズ完全盤